# Kaisa Alanko
Kaisa Alanko (Vaasa, 3 gennaio 1993) è una pallavolista finlandese, palleggiatrice della LOVB Houston.

## Palmarès

### Club
- Campionato tedesco: 1

2017-18
- Campionato francese: 1

2023-24
- Supercoppa tedesca: 1

2017
- Coppa di Finlandia: 1

2012
- LOVB Classic: 1

2025

### Premi individuali
- 2018 - European Golden League: Miglior servizio
- 2024 - European Golden League: Miglior palleggiatrice